# Silurichthys phaiosoma
Silurichthys phaiosoma és una espècie de peix de la família dels silúrids i de l'ordre dels siluriformes.

## Morfologia
- Els mascles poden assolir 15 cm de longitud total.
- Nombre de vèrtebres: 49-52.[5]

## Alimentació
Menja insectes aquàtics i peixets.

## Hàbitat
És un peix d'aigua dolça i de clima tropical.

## Distribució geogràfica
Es troba a Àsia: conca del riu Mekong i nord-oest de Borneo.